# Fosforan monoskrobiowy
Fosforan monoskrobiowy (E 1410) – skrobia modyfikowana chemicznie, estryfikowana za pomocą kwasu ortofosforowego, ortofosforanem sodu, ortofosforanem potasu lub tripolifosforanem sodu.  Dopuszczalna zawartość fosforu nie może przekraczać 0,5% (skrobia ziemniaczana i pszenna) lub 0,4% (pozostałe). 